# Chixi (sockenhuvudort i Kina, Jiangxi Sheng, lat 28,40, long 116,42)
Chixi är en sockenhuvudort i Kina. Den ligger i provinsen Jiangxi, i den sydöstra delen av landet, omkring 61 kilometer sydost om provinshuvudstaden Nanchang. Antalet invånare är 20 159. Befolkningen består av 9 645 kvinnor och 10 514 män. Barn under 15 år utgör 23,0 %, vuxna 15-64 år 67 %, och äldre över 65 år 8,0 %.
Runt Chixi är det tätbefolkat, med 369 invånare per kvadratkilometer. Närmaste större samhälle är Jinxianxian, 15,6 km väster om Chixi. Trakten runt Chixi består till största delen av jordbruksmark.
Genomsnittlig årsnederbörd är 2 304 millimeter. Den regnigaste månaden är juni, med i genomsnitt 441 mm nederbörd, och den torraste är oktober, med 23 mm nederbörd.